# Dauno
Segundo Horácio (Odes 3,11), Dauno foi o primeiro rei da Apúlia, região onde havia pouca água. O personagem lendário também é citado por Ovídio (Metamorfoses, 14, 510) e Estrabão, que previa no livro IV que as cidades fundadas pelos três irmãos se juntariam, adotando o nome de Iapígia. Na Eneida, Dauno é citado em 7, 372 e 10, 616.